# Tsewang Dorji Namjal
Tsewang Dorji Namjal  (1732 - 1750) was de heerser van het kanaat Dzjoengarije.

## Achtergrond
In 1745 overleed Galdan Tseren. Het kanaat was toen in zowel politiek, militair als economisch opzicht nog een machtsfactor van betekenis in Centraal-Azië. Vanaf 1739 was er sprake geweest van een vorm van vrede met het China van de Qing-dynastie. Als gevolg daarvan waren de handelsmogelijkheden tussen Dzjoengarije en China aanzienlijk uitgebreid met positieve gevolgen voor de economische basis van het kanaat. Galdan Tseren had in de vruchtbare oasegebieden van zijn rijk in Oost-Turkestan moderne irrigatiesystemen laten implementeren. Er was sprake van een groei van ambachtelijke bedrijvigheid, vernieuwing in methoden voor mijnbouw en een bescheiden metallurgische industrie.
In de laatste jaren van de periode van Galdan Tseren was er wel sprake van oplopende spanningen met Rusland,maar de verhoudingen waren zeker niet onherstelbaar beschadigd. Er was ook een invloedrijke factie binnen de Russische politieke elite, die in de handhaving van een onafhankelijk kanaat Dzjoengarije een belangrijk tegenwicht zag ten opzichte van de Chinese invloed aan de meer zuidoostelijke grens met Siberië.
In de periode na de dood van Galdan Tseren brak een ongekende strijd uit om de macht binnen het kanaat die resulteerde in een volstrekte politieke anarchie. Dit leidde tot de vernietiging van de Dzjoengaren.

## Opvolging van Galdan Tseren
Galdan Tseren had drie zoons en een dochter. Bij zijn dood was de oudste zoon Lama Darja 17 jaar oud, de middelste zoon, Tsewang Dorji Namjal, 13 jaar oud en de jongste zoon, Dashi Dawa, 7 jaar oud.
In zijn testament had Galdan Tseren bepaald dat hij opgevolgd zou moeten worden door zijn middelste zoon Tsewang Dorji Namjal. In 1746 werd hij dan ook door de adel van de Dzjoengaren tot hun nieuwe leider geproclameerd.
Er is weinig over Tsewang Dorji Namjal bekend. De schaarse bronnen beschrijven hem echter als iemand die op zijn jeugdige leeftijd al gezien werd als een perverse, wrede en paranoïde man vooral geïnteresseerd in het drinken van grote hoeveelheden alcohol. Zijn zuster, Ulan Bayar, trachtte hem te beperken in dat gebruik. Zij werd door Tsewang Dorji Namjal vervolgens gevangengezet uit vrees dat anderen hem van zijn macht zouden kunnen beroven.
Die vrees was niet ongegrond, want er vele facties in Dzjoengarije en met name zijn oudere broer Lama Darja die daarnaar streefden.

## Relaties met ontwikkelingen in Tibet
In 1747 was de regent van Tibet Pholhanas (1689-1747) overleden en opgevolgd door zijn zoon Gyurme Namgyal (overleden 1750). Het regentschap van Pholhanas had Tibet na de burgeroorlogen in de 17e eeuw, de invallen en bezetting van het land door achtereenvolgens Khoshut-Mongolen en Dzjoengaren in de 18e eeuw en weer daarop volgende burgeroorlogen een periode van 25 jaar rust en stabiliteit gebracht. Pholhanas had altijd een politieke lijn gevolgd in nauw overleg met de Chinese keizers. De Chinese ambans in Lhasa waren ervan overtuigd, dat Gyurme Namgyal een beleid wilde voeren dat tegen de Qing-dynastie was gericht. Zij verdachten hem er ook - terecht - van hiervoor te streven naar een alliantie met het kanaat Dzjoengarije.
Sinds het vredesverdrag met China van 1739 konden de Dzjoengaren weer zogenaamde gekookte thee-missies (Ch. aocha, T. manja) naar Tibet over Chinees grondgebied zenden via de route over Xining. Dat waren in de eerste plaats missies van spirituele aard om eerbetoon aan Tibetaanse tulku's te betuigen,maar werden gecombineerd met intensieve handelscontacten. Voor de Dzjoengaren waren deze missies de gelegenheid om weer relaties te herstellen met boeddhistische instituties in Tibet en met de Khoshut-Mongolen in Kokonor.
Juist in 1747 vond de derde missie sinds 1739 plaats, waarbij de Dzjoengaren begin 1748 een grote klomp goud aan de dalai lama gaven en ook cadeaus aan Gyurme Namgyal. De Chinese autoriteiten waren eerdere allianties tussen Dzjoengaren en dalai lama's uiteraard niet vergeten en nu hun vertrouwenspersoon Pholhanas niet meer aanwezig was, zagen zij dit soort ontwikkelingen met groot wantrouwen.
Dit zou ook voorlopig de laatste missie worden die werd toegestaan.

## Het eind van Tsewang Dorji Namjal
Het moeten beëindigen van de missies naar Tibet betekende ook een verzwakking van de positie van Tsewang Dorji Namjal binnen de Dzjoengaarse elite. Hoewel zijn oudere broer Lama Darja lang niet de steun had van alle facties, slaagde hij er in 1749 in om via een staatsgreep aan de macht te komen.
Tsewang Dorji Namjal werd eerst verbannen en blind gemaakt. In 1750 laat Lama Darja Tsewang Dorji Namjal vermoorden.